# Clethrogyna orana
Clethrogyna orana är en fjärilsart som beskrevs av Powell 1916. Clethrogyna orana ingår i släktet Clethrogyna och familjen tofsspinnare. Inga underarter finns listade i Catalogue of Life.